# Наше радио
«На́ше ра́дио» — российская музыкальная радиостанция, транслирующая музыку преимущественно в формате постсоветского русского рока. Входит в состав «Мультимедиа Холдинга» вместе с такими станциями, как «Радио Jazz», «Rock FM» и интернет-радиостанцией «Радио Ultra». С 1999 по 2019, кроме 2007, года радиостанция ежегодно проводила музыкальный фестиваль «Нашествие». Кроме того, «Наше радио» транслирует хит-парад «Чартова дюжина» и вручает одноимённую премию.

## История
В 1998 году Михаил Козырев был уволен с должности программного директора радиостанции Maximum. Пребывая в «вынужденном отпуске», он получает предложение от Бориса Березовского организовать новую радиостанцию, в ротации которой была бы русская рок-музыка. На это предложение он ответил согласием. Таким образом, новая радиостанция, получившая название «Наше Радио», начала работу 14 декабря 1998 года на частоте информационной «Радио НСН» с песни «В наших глазах» группы «Кино». Далее в эфире зазвучали «Аквариум», «ДДТ», «Алиса», «Гражданская оборона» и многие другие коллективы, в то же время в эфире в первые годы появлялась и поп-музыка (Амега, Леонид Агутин, Кристина Орбакайте).
Козырев на стадии запуска определял формат станции следующим образом: «Мы будем немножко старыми для тинейджеров и немножко модными для людей старше тридцати пяти». Сам формат «Нашего радио» был антитезой «Русскому радио», на тот момент являвшейся единственной музыкальной станцией, транслировавшей музыку на русском языке.
10-11 декабря 1999 года в ДК им. Горбунова по случаю первой годовщины открытия «Нашего Радио» был проведён фестиваль «Нашествие», который стал в дальнейшем ежегодным.
Наше радио перезапустило жанр русского рока, из-за чего в России появилось огромное новое поколение популярных гитарных групп, чья музыка была модной и молодёжной.
Все эти годы я честно прослушивал по 40-50 пластинок в неделю в надежде найти «новых героев». Но все мои усилия дать эфир талантливым группам, выходящим за привычные рамки, уходили в пустоту. Что я только не пробовал: от «Паперный ТАМ» до «Я и друг мой грузовик», от «Телевизора» до «Tequilajazzz», от «Ножа для фрау Мюллер» до «Шамански Бит» — и ничего не проходило у аудитории по результатам тестирования! А тестировали мы только те песни, которые уже отзвучали в нашем эфире не менее ста раз. Знаю лучше, чем кто бы то ни было, — позволь мы себе чуть больше эксперимента и вольности в области малоизвестных жёстких песен, то мы просто умерли бы как станция, не дожив до этого дня.
1 февраля 2005 года Михаил Козырев покинул пост генерального директора компании Ultra Production, управляющей радиостанциями «Наше радио» и Best FM. Впоследствии причинами своего ухода он назвал недовольство руководства экономическими показателями и участием Козырева в сторонних проектах на телевидении. К этому моменту сама радиостанция была экономически эффективна, о чём свидетельствовали её рейтинги (в общем рейтинге радиостанций TNS Gallup Media с октября по декабрь 2004 года Наше Радио занимало 14-е место с долей аудитории 3,5 % от общего количества радиослушателей). Пришедший на его смену Михаил Зотов сделал акцент на уже выступавшие в эфире группы.
С 2013 по 2014 год программный директор Семён Чайка безуспешно пытался разбавить эфир, основу которого составляли 32 группы, песнями ранее не фигурировавших в ротации старых групп (вроде Distemper) и новыми именами (Краснознамённая дивизия имени моей бабушки и Наадя), после его увольнения радиостанция вернулась к привычному формату.
По состоянию на 2022 года ядром аудитории были люди 30 лет и старше, хотя много было и молодёжи.
9 июля 2024 года станция начала вещание в Москве на соседней частоте 101.8 МГц вместо прежней 101.7 МГц, что было обусловлено необходимостью оптимизации радиочастотного диапазона.

## Критика
Радиостанцию часто критикуют за крайне однобокий и субъективный музыкальный консерватизм, из-за чего основу эфира составляют песни групп из 80-х, 90-х и 2000-х годов. Слушатели, в том числе журналисты, часто критикуют радиостанцию за то, что она, исходя из своих специфических музыкальных пристрастий, отказывается предоставлять эфир некоторым более или менее известным заслуженным рок-группам (в частности, называется группа «Сектор Газа», а также «Гражданская оборона», «Телевизор» и многие другие), таким образом представляя аудитории далеко не полную картину постсоветского рока.
Сам Михаил Козырев после своего ухода отмечал как консервативность слушателя «Нашего Радио», не желавшего слушать музыку новых групп (в 2012 году на этот аспект укажет и продюсер станции Екатерина Сундукова), так и бесплодие отечественной рок-музыки. В то же время в 2000-х многие начинающие рок-группы специально подтачивали свой музыкальный стиль для попадания в ротацию данного радио.
В 2018 году ряд музыкальных групп и исполнителей отказались участвовать в проводимом радиостанцией фестивале «Нашествие» из-за его чрезмерного милитаристического оформления, ввиду сотрудничества с министерством обороны РФ.

## Территория вещания
По состоянию на июль 2020 года вещание ведётся на территории десятков городов России.

### Россия
- Анапа — 99.0 FM
- Арзамас — 98.9 FM
- Архангельск — 104.7 FM
- Астрахань — 87.9 FM
- Ачинск — 89.2 FM
- Балаково — 98.8 FM
- Барнаул — 106.4 FM
- Бологое — 106.8 FM
- Борисоглебск — 100.4 FM
- Великие Луки — 88.3 FM
- Великий Новгород — 104.1 FM
- Вичуга — 104.6 FM
- Волгоград — 97.2 FM
- Вологда — 98.8 FM
- Воронеж — 100.7 FM
- Воткинск — 95.2 FM
- Вышний Волочёк — 90.2 FM
- Вязники — 107.9 FM

- Геленджик — 89.9 FM
- Глазов — 100.8 FM
- Димитровград — 99.6 FM
- Дубна — 106.0 FM
- Евпатория — 106.8 FM
- Екатеринбург — 94.8 FM
- Ижевск — 103.8 FM
- Иркутск — 88.9 FM
- Ишим — 107.0 FM
- Казань — 96.8 FM
- Калач — 104.3 FM
- Калининград — 101.3 FM
- Кандалакша — 101.5 FM
- Каневская — 100.7 FM
- Кемерово — 106.7 FM
- Керчь — 107.6 FM
- Киржач — 89.7 FM
- Киселевск — 107.8 FM
- Кисловодск — 105.0 FM
- Коломна — 93.8 FM
- Кострома — 96.0 FM
- Котлас — 101.7 FM
- Краснодар — 104.7 FM
- Крымск — 98.4 FM[источник не указан 1856 дней]
- Курган — 107.5 FM
- Курск — 96.0 FM
- Липецк — 91.7 FM
- Льгов — 100.0 FM
- Мантурово — 101.0 FM
- Можга — 88.7 FM
- Москва — 101.8 FM
- Мурманск — 103.0 FM
- Муром — 104.0 FM
- Нарьян-Мар — 104.4 FM
- Нижневартовск — 89.1 FM
- Нижнеудинск — 101.7 FM
- Нижний Новгород — 93.5 FM
- Новокузнецк — 106.8 FM
- Новосибирск — 95.4 FM
- Новохопёрск — 91.1 FM
- Новый Уренгой — 89.9 FM
- Норильск — 91.1 FM
- Ноябрьск — 106.9 FM
- Омск — 100.6 FM
- Орел — 91.5 FM
- Оренбург — 88.9 FM
- Орехово-Зуево — 106.8 FM
- Острогожск — 103.3 FM
- Павловск — 104.0 FM
- Павловская — 98.4 FM
- Пермь — 100.0 FM
- Петрозаводск — 105.7 FM
- Петропавловск-Камчатский — 103.0 FM
- Псков — 103.0 FM
- Ржев — 105.4 FM
- Ростов-на-Дону — 73.76 УКВ
- Рыльск — 107.4 FM
- Самара — 92.9 FM
- Санкт-Петербург — 104.0 FM
- Саранск — 88.0 FM
- Сарапул — 105.9 FM[источник не указан 1856 дней]
- Саратов — 91.5 FM
- Саров — 89.9 FM[источник не указан 1856 дней]
- Сатка — 89.6 FM[источник не указан 1856 дней]
- Севастополь — 103.3 FM
- Серов — 87.5 FM
- Серпухов — 106.0 FM
- Симферополь — 91.1 FM
- Смоленск — 90.9 FM
- Снежинск — 107.2 FM
- Соликамск — 95.1 FM
- Сочи — 105.2 FM
- Ступино — 88.0 FM
- Суджа — 103.9 и 106.0 FM
- Сургут — 90.7 FM
- Сызрань — 95.7 FM
- Тамбов — 91.3 FM
- Тверь — 97.5 FM
- Тихорецк — 100.3 FM
- Тобольск — 99.1 FM
- Тольятти — 96.6 FM
- Томск — 90.7 FM
- Торжок — 103.4 FM
- Туапсе — 94.2 FM
- Тула — 101.9 FM
- Тулун — 107.2 FM
- Тюмень — 99.2 FM
- Улан-Удэ — 106.9 FM
- Усинск — 106.9 FM
- Усолье-Сибирское — 105.8 FM
- Ухта — 107.7 FM
- Феодосия — 94.7 FM
- Ханты-Мансийск — 106.0 FM
- Хомутовка — 101.3 FM
- Чайковский — 89.1 FM
- Челябинск — 103.5 FM
- Черемисиново — 98.6 FM
- Череповец — 105.4 FM
- Шатура — 91.4 FM
- Щигры — 96.3 FM
- Якутск — 105.3 FM
- Ялта — 101.4 FM